# Medalla Rittenhouse
La medalla Rittenhouse era otorgada por la Sociedad Astronómica Rittenhouse a personas destacadas por sus excepcionales servicios a la ciencia de la Astronomía. La medalla fue creada para conmemorar el Bicentenario del nacimiento de David Rittenhouse y su primera edición se entregó en 1932. En 1952, la Sociedad decidió establecer una medalla de plata para ser otorgada a astrónomos por una consecución en ciencia astronómica digna de mención.
| Año                            | Receptor                            | Institución                                    |
| ------------------------------ | ----------------------------------- | ---------------------------------------------- |
| {\displaystyle Medalla}        |                                     |                                                |
| 1933                           | Frank Schlesinger                   | Observatorio de Yale                           |
| 1934                           | Robert Grant Aitken                 | Observatorio de Lame                           |
| 1935                           | Harlow Shapley                      | Observatorio de Wilson                         |
| 1936                           | Robert Raynolds McMath              | Observatorio McMath-Hulbert                    |
| 1937                           | Armin Otto Leuschner                | Departamento da Astronomía de Berkeley         |
| 1938                           | Knut Lundmark                       | Universidad de Lund (Suecia)                   |
| 1940                           | Gustavus Wynne Cook                 | Observatorio Cook                              |
| 1940                           | John A. Miller                      | Observatorio Sproul                            |
| 1943                           | Forest Ray Moulton                  | Asociación Estadounidense para la Ciencia      |
| 1943                           | Samuel Fels                         | Planetarium Fels                               |
| {\displaystyle Medalladeplata} |                                     |                                                |
| 1952                           | Gerard Kuiper                       | Obsevatorio Yerkes                             |
| 1953                           | Harlow Shapley                      | Observatorio de Harvard                        |
| 1954                           | Otto Struve                         | Unión Astronómica Internacional                |
| 1955                           | Harold Spencer Jones                | Royal Astronomical Society                     |
| 1958                           | Lyman Spitzer Jr.                   | Observatorio Universitario de Princeton        |
| 1959                           | Bengt Strömgren                     | Institute for Advanced Study, Princeton        |
| 1960                           | Fred Hoyle                          | Universidad de Cambridge                       |
| 1961                           | Cecilia Helena Payne-Gaposchkin     | Universidad de Harvard                         |
| 1965                           | Peter van de Kamp                   | Observatorio Sproul, Universidad de Swarthmore |
| 1966                           | Martin Schwarzschild                | Universidad de Princeton                       |
| 1967                           | Helen Sawyer Hogg                   | Observatorio de Harvard                        |
| 1968                           | Allan Rex Sandage                   |                                                |
| 1980                           | Carl Sagan                          |                                                |
| 1988                           | Carolyn Shoemaker, Eugene Shoemaker |                                                |
| 1990                           | Clyde Tombaugh                      |                                                |